# Melitaea rovia
Melitaea rovia är en fjärilsart som beskrevs av Hans Fruhstorfer 1923. Melitaea rovia ingår i släktet Melitaea och familjen praktfjärilar. Inga underarter finns listade i Catalogue of Life.